# Scopula modicaria
Scopula modicaria là một loài bướm đêm trong họ Geometridae.